# Lituo
Lituo (kinesiska: 黎托, 黎托乡) är en socken i Kina. Den ligger i provinsen Hunan, i den södra delen av landet, nära eller i provinshuvudstaden Changsha. Antalet invånare är 64717. Befolkningen består av 30 008 kvinnor och 34 709 män. Barn under 15 år utgör 14,0 %, vuxna 15-64 år 81 %, och äldre över 65 år 3,0 %.
Genomsnittlig årsnederbörd är 1 884 millimeter. Den regnigaste månaden är maj, med i genomsnitt 338 mm nederbörd, och den torraste är oktober, med 45 mm nederbörd.